# 橫城站
橫城站（：／ Hoengseong yeok */?）是一個位於大韓民國江原道橫城郡橫城邑，屬於京江線的鐵路車站。2017年12月22日開通。

## 歷史
- 2017年12月22日：通車。

## 相鄰車站
韓國鐵道公社
京江線
萬鍾－橫城－屯內